# Ormaryd
Ormaryd is een plaats in de gemeente Nässjö in het landschap Småland en de provincie Jönköpings län in Zweden. De plaats heeft 195 inwoners (2005) en een oppervlakte van 32 hectare.

## Verkeer en vervoer
Zo'n twee kilometer zuidelijker loopt de Riksväg 40.
De plaats heeft een station aan de spoorlijn Hultsfred - Nässjö.